# Thin White Duke
Le Thin White Duke (le « mince duc blanc ») est un personnage de scène créé et interprété par le musicien anglais David Bowie en 1975 et 1976.  
C'est pendant la tournée qui suit la sortie de Young Americans en 1975 que Bowie commence à s'identifier au Duke. L'année suivante, l'avatar devient emblématique de l'album Station to Station, où il est nommément cité dans le titre éponyme.  
Le personnage partage une partie de son style et de ses attributs avec Thomas Jerome Newton, l’extra-terrestre humanoïde interprété par Bowie dans le film The Man Who Fell to Earth (1976). 
Le personnage du Thin White Duke est l'objet de controverses liées aux propos jugés fascisants que Bowie tient lors d'interviews à cette époque — le chanteur affirme peu après qu'il ne s'agit que de formules « théâtrales », sans relation avec ses propres opinions. Plus tard, il attribuera le comportement erratique du Duke à une consommation « astronomique » de drogues dures (notamment la cocaïne) alors qu'il vivait à Los Angeles. 
Après que David Bowie s'installe à Berlin-Ouest début 1977, son Thin White Duke s'estompe discrètement. 

## Genèse

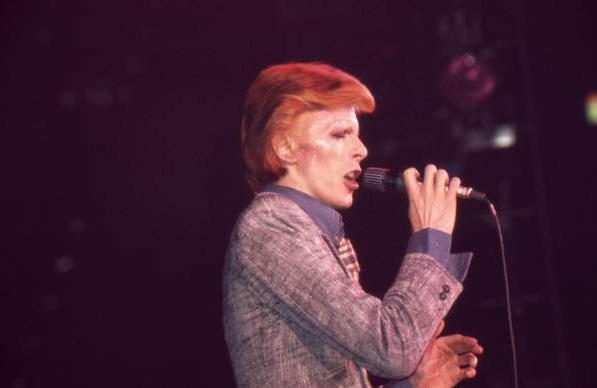
David Bowie à la fin du Young Americans Tour en 1974. La chevelure reste rousse, mais le dandysme du duc pointe.

David Bowie, s'appuyant sans doute sur son expérience antérieure dans le théâtre expérimental, se glisse pour ses spectacles du début des années 1970 dans la peau de différents personnages qu'il conçoit : l'extra-terrestre éponyme de l'album glam The Rise and Fall of Ziggy Stardust and the Spiders from Mars est la première et la plus connue de ces incarnations, suivie en 1973 d'Halloween Jack pour l'album Diamond Dogs. 
Une première version du personnage du Thin White Duke apparaît fin 1974 pendant la séquence « Philly Soul »[Quoi ?] de la tournée des Diamond Dogs. Dans la phase de sa carrière qui a été qualifiée de plastic soul (en) ou de blue-eyed soul et qui mène à son album Young Americans, Bowie porte une chevelure orange, coupée plus court, et délaisse les tenues de scène flamboyantes de sa période glam pour des vêtements plus conventionnels. Pour ce personnage, il s'inspire de la tristesse de Charlot et de Buster Keaton. Le Thin White Duke est mentionné nommément dans la chanson Station to Station qui donne son titre à son album suivant. Bowie apparaît sous ces traits pour la tournée Isolar qui suit la sortie du disque, en 1976.
Son nom est inspiré d'une expression de William S. Burroughs dans Le Festin nu pour désigner le sperme : the thin white rope, la « fine corde blanche ».

## Description
À première vue, le Thin White Duke paraît plus conventionnel que les flamboyantes incarnations précédentes du chanteur : cheveux blonds soigneusement coiffés, costume raffiné composé d'une chemise blanche, d'un pantalon et d'un gilet noirs et un gilet (conçu par la styliste Ola Hudson). Le duc est un homme froid, obsédé par l'occultisme, qui chante des romances avec une intensité angoissée mais sans ressentir aucune émotion : « la glace grimée en feu » . Il est décrit comme « un aristocrate fou », « un zombie amoral », « un surhomme aryen sans émotion ». C'est le plus effrayant, le plus insensible de tous ses alter-egos, mais aussi un des plus « puissants sexuellement ». 
Bowie lui-même le présente comme « l'archétype de l'aryen, du fasciste ; un soi-disant romantique, dépourvu de toute émotion, mais dont jaillit beaucoup de néo-romances »,. 

## Controverse

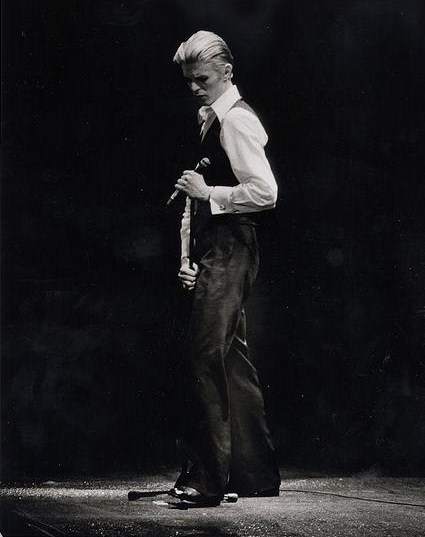
Au O'Keefe Center.

Le Thin White Duke est un personnage controversé. Lors d'interview sous les traits du personnage en 1975 et 1976, Bowie fait des déclarations à propos d'Adolf Hitler et de l'Allemagne nazie qui sont interprétées par certains comme des marques de sympathie, voire de promotion, pour le fascisme. La controverse s’intensifie en mai 1976 lorsqu'il est photographié à la sortie de la station de radio Victoria de Londres dans un geste où certains voient un salut nazi. Bowie rejette cette allégation, affirmant qu'il s'agissait d'un simple mouvement du bras pour saluer un groupe de fan, figé dans une position ambiguë par la photographie. 
Dès 1976, Bowie commence à désavouer ses propos pro-fascistes. Dans une interview par le Daily Express, il explique que quand il entre dans la peau de ses personnages : « je suis Pierrot. Je suis chaque homme ». « Ce que je fais, c'est du théâtre et seulement du théâtre... Ce que vous voyez sur scène n'est pas sinistre. C'est du pur clown. Je m'utilise comme une toile et j'essaie d'y peindre la vérité de notre temps. Le visage blanc, le pantalon bouffant - ils sont Pierrot, l'éternel clown qui remplace la grande tristesse. »,. Bowie déclare en 1977 (après avoir abandonné le personnage) : « j'ai fait mes deux ou trois observations théâtrales faciles sur la société anglaise et la seule chose que je peux démentir maintenant, est d'affirmer que je ne suis PAS fasciste »,. 
Par la suite, Bowie qualifie la période allant de la fin de 1974 au début de 1977 de « période la plus sombre de (sa) vie » en raison d'une consommation « astronomique » de cocaïne et d'autres drogues. Il condamne ses propos offensants, son comportement erratique et sa fascination pour les nazis et l'occultisme d'alors, qu'il attribue à un état mental précaire ; il affirme ne pas même se souvenir des sessions d'enregistrement de Station to Station fin 1975. « Ce fut une période dangereuse pour moi », explique-t-il, « j'étais à bout de forces physiques et émotionnelles et j'avais de sérieux doutes quant à ma santé mentale »,. Il voit désormais le duc comme « un personnage méchant, en effet » et plus tard comme « un ogre ».

## Fin
Pour tenter de préserver sa santé mentale et physique, Bowie quitte en 1976 Los Angeles et la drogue pour Genève, avant de rejoindre son ami Iggy Pop à Berlin-Ouest au début de 1977.  
Il n'apparaît dès lors plus sous les traits du Thin White Duke, sans qu'il ait annoncé la fin du personnage comme il l'avait fait avec Ziggy Stardust.
En 1999 cependant, Bowie fait fabriquer au Jim Henson's Creature Shop une marionnette en bois grandeur nature du Thin White Duke, qu'il compte utiliser pour le clip vidéo de The Pretty Things Are Going to Hell, qui restera inachevé. Elle figure dans la vidéo d'accompagnement du single Love Is Lost en 2013, où l'auteur ré-explore sa propre histoire, et semble surveiller à distance dans une immobilité inquiétante Bowie et son personnage de Pierrot.